# Скотизм
Скотизм — напрямок у середньовічній схоластиці, висхідний до вчення Дунса Скотта і альтернативний томізму. Скотизм розвивався в рамках францисканського ордену. Одним з основних в ньому було питання про індивідуації. Якщо томізм пов'язував принцип індивідуації з матерією, то скотизм вбачав її в особливостях форми. На противагу томістській щойності (лат. quidditas) скотизм розвиває принцип цьогості (лат. haecceitas) тобто самототожності предмета, що передбачало наявність сутнісної унікальності в кожному предметі, яка передбачає інтуїцію. Природа Бога на думку скотистів не могла бути піддана раціоналізації. Філософськи скотизм тісно переплітається з номіналізм, хоча і не зводиться до нього.
У теології скотисти просували вчення про тотожність волі й природи у Бога, а також про непорочне зачаття Діви Марії.
Основні представники: Антуан Андре, Франсуа Мейрон, Вільємен Алнвік, Іван з Ріпи, Петро з Кандії, Жан Бассоль, Роберт Ковтон, Джон з Редінґа, Франциск з Маршії, Волтер Чаттон, Волтер Берлей, Ґійом Воруйон

## література
- Скотизм / Апполонов А. В. // Сен-Жерменський мир 1679 - Соціальне забезпечення. - М. : Велика російська енциклопедія, 2015. - С. 368-369. - ( Велика російська енциклопедія : [В 35 т.] / Гл. ред. Ю. С. Осипов ; 2004-2017, т. 30). - ISBN 978-5-85270-367-5 .
- Гайденко В. П. Скотізм / / Нова філософська енциклопедія / Ін-т філософії РАН ; Нац. суспільств.-науч. фонд; Представлення. науково-ред. ради В. С. Стьопін, заступники предс .: А. А. Гусейнов, Г. Ю. Семигин, уч. секр. А. П. Огурцов . - 2-е изд., Испр. і додат. - М.: Думка, 2010 року. - ISBN 978-5-244-01115-9 .
- Можейко М. А. Скотізм [Архівовано 5 березня 2016 у Wayback Machine.] // Історія філософії. Енциклопедія. / Упоряд. і глав. науч. ред. А. А. Грицанов . - Мн .: Інтерпрессервіс; Книжковий Будинок. 2002